# Bernhard Baier (Politiker)

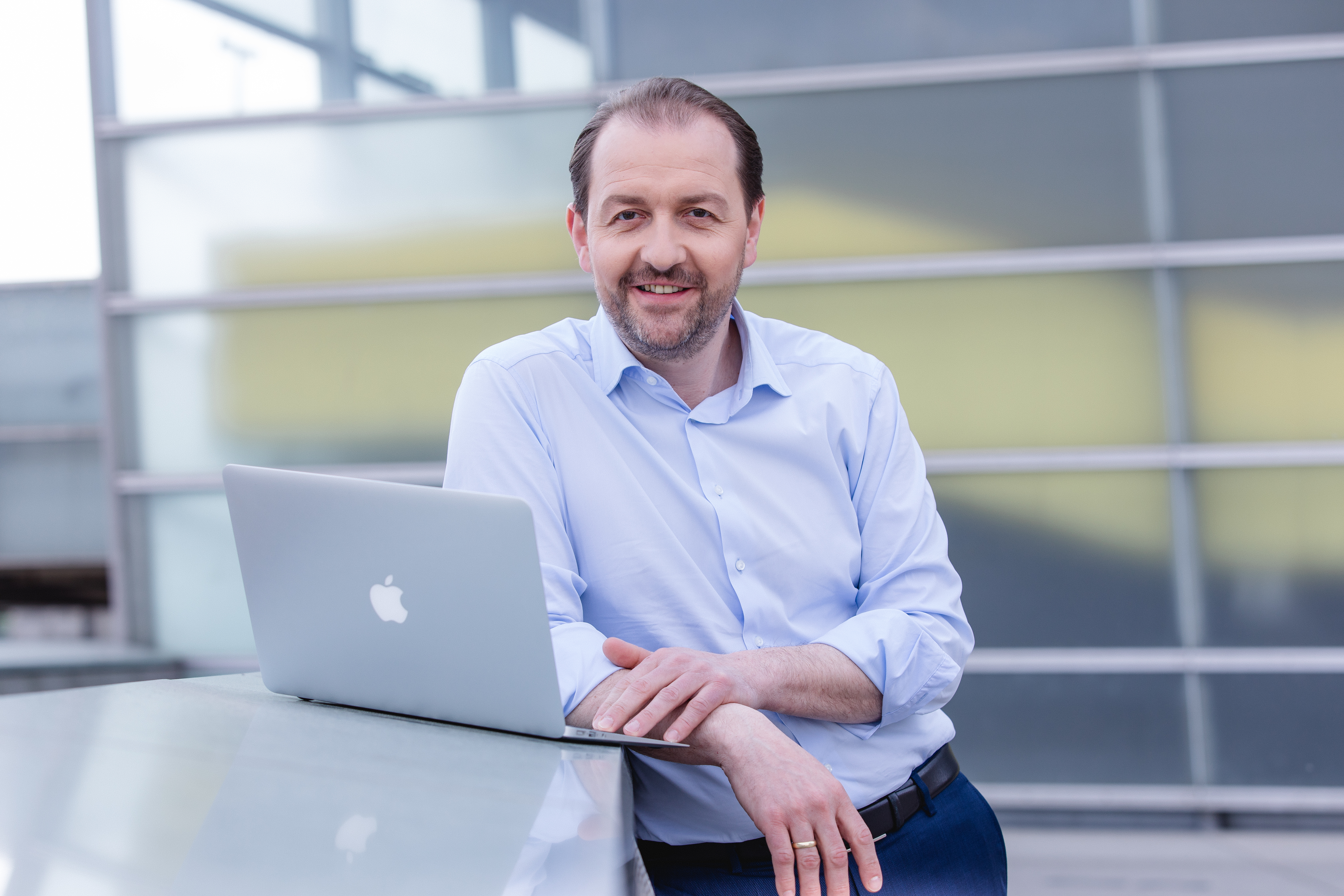
Bernhard Baier (2017)

Bernhard Baier (* 14. Februar 1975) ist ein ehemaliger österreichischer Politiker (ÖVP). Er war von 2003 bis 2008 Mitglied des Österreichischen Bundesrates und von 2007 bis 2013 Abgeordneter zum Oberösterreichischen Landtag. Von 2013 bis 2022 war er Vizebürgermeister der Stadt Linz. Seit seinem Wechsel aus Politik ist Baier Geschäftsführer in der OÖ Wohnbau.

## Leben
Bernhard Baier wurde im LKH Bad Ischl geboren und ist in St. Wolfgang im Salzkammergut aufgewachsen. Nach der Volksschule, Hauptschule und dem Polytechnischen Lehrgang maturierte Bernhard Baier an der Tourismusschule in Bad Ischl. Das Studium der Rechtswissenschaften absolvierte er an der Johannes Kepler Universität in Linz. Von 2000 bis 2001 war er Projektassistent am Institut für Europarecht. Nach seinem Präsenzdienstes trat Baier in den oberösterreichischen Landesdienst ein. Er begann als Mitarbeiter im Büro von Landeshauptmannstellvertreter Franz Hiesl und war von 2004 bis 2012 Gruppenleiter in der Direktion für Bildung und Gesellschaft. Nach seiner beruflichen Tätigkeit als Abgeordneter und hauptberuflichen Tätigkeit als Vizebürgermeister in der Landeshauptstadt Linz wechselte er 2022 als Geschäftsführer in die OÖ Wohnbau.
Seine politische Tätigkeit begann Baier in der Schülervertretung (Union Höherer Schüler) und in der Jungen ÖVP Oberösterreich. Von 2001 bis 2010 war er Landesobmann der Jungen ÖVP Oberösterreich und folgte damit Thomas Stelzer nach. In dieser Zeit fungierte er auch als Mitglied des Landesparteivorstandes der ÖVP Oberösterreich. Von 2003 bis 2008 war Baier Mitglied im Bundesrat und ab 2007 Abgeordneter zum oberösterreichischen Landtag. Nach der Landtagswahl in Oberösterreich 2009 wurde Baier als Abgeordneter zum Landtag wiedergewählt und war ab 2012 als Klubobmann der ÖVP im Linzer Gemeinderat tätig.
Die Tätigkeit als Vizebürgermeister der Landeshauptstadt Linz füllte Baier von 2013 bis 2022 aus. In dieser Zeit war u. a. für Kultur, Wirtschaft und Verkehr zuständig. Baier zog 2015 als erster Kandidat der ÖVP Linz in die Stichwahl um das Amt des Bürgermeisters ein, konnte sich dabei aber nicht durchsetzen.
Während seines Studiums trat er der katholischen Studentenverbindung Severina im ÖCV bei. Ferner ist er Mitglied der Mittelschulverbindungen Siegfriedia Linz und Wildenstein Bad Ischl, beide im MKV.
Von 2011 bis 2023 war Bernhard Baier Präsident des Österreichischen Familienbundes und im November 2023 wurde Johanna Jachs zu seiner Nachfolgerin als Präsidentin des Familienbundes gewählt. Für diese Funktion erhielt er das Goldene Ehrenzeichen der Republik Österreich.
Bernhard Baier ist verheiratet und Vater von vier Kindern.